# Такэда Нобусигэ
Такэда Нобусигэ (яп. 武田 信繁, 1525 — 10 сентября 1561) — самурай, живший в Японии периода Сэнгоку, младший брат Такэды Сингэна. Предполагалось, что он станет главой рода Такэда и унаследует его земли, но восставший Сингэн при поддержке большинства самураев провинции Каи и самого Нобусигэ захватил власть и изгнал их отца, Такэду Нобутору. Такэда Нобусигэ впоследствии стал одним из генералов рода Такэда. Помимо воинских достижений он также известен своим сочинением под названием «Суждения в девяносто девяти статьях», написанным в 1558 году в стиле камбун. Сочинение предназначалось для его сына. «Суждения в девяносто девяти статьях» были включены в Коёгункан как часть духовного наследия рода Такэда. Такэда Нобусигэ погиб 10 сентября 1561 года в сражении при Каванакадзима c Уэсуги Кэнсином.